# Cnemotrupes splendidus
Cnemotrupes splendidus es una especie de coleóptero de la familia Geotrupidae.

## Subespecies
- Cnemotrupes splendidus miarophagus (Say, 1823)
- Cnemotrupes splendidus splendidus (Fabricius, 1775)

## Distribución geográfica
Habita en América del Norte.